# Luigi Basile
Luigi Basile Basile (né le 22 mars 1820 à Sant'Angelo di Brolo et mort le 21 décembre 1889 à Naples ou à Rome) est un patriote, magistrat et homme politique italien.

## Biographie
Il a été député du royaume d'Italie durant les VIIIe et IXe législatures.
Il a été sénateur du Royaume d'Italie durant la XVe législature.